# 西城郡
西城郡（せいじょう-ぐん）は、中国にかつて存在した郡。後漢末および隋代の一時期に、現在の陝西省安康市一帯に設置された。

## 後漢末の西城郡
215年（建安20年）、漢中郡から分割されて西城郡が置かれた。220年（黄初元年）、孟達が魏に降ると、魏の文帝により房陵郡・上庸郡・西城郡の3郡を合わせて新城郡が置かれ、孟達が新城太守に任じられた。

## 隋の西城郡
552年（廃帝元年）、西魏の王雄が上津郡・魏興郡を平定し、その地に東梁州を置いた。554年（廃帝3年）、東梁州は金州と改められた。
607年（大業3年）、隋により州が廃止されて郡が置かれると、金州は西城郡と改称された。西城郡は金川・石泉・洵陽・安康・黄土・豊利の6県を管轄した。
618年（武徳元年）、唐により西城郡は金州と改められ、西城郡の呼称は姿を消した。